# Домбрувка (Билгорайский повет)
Домбрувка (пол. Dąbrówka) — деревня в Билгорайском повете Люблинского воеводства Польши. Входит в состав гмины Поток-Гурны. По данным переписи 2011 года, в деревне проживало 458 человек.

## География
Деревня расположена на юго-востоке Польши, на границе Тарногрудского плато и долины реки Сан, на расстоянии приблизительно 22 километров к юго-западу от города Билгорай, административного центра повета. Абсолютная высота — 200 метров над уровнем моря. Через населённый пункт проходит региональная автодорога 863.

## История
В период с 1975 по 1998 годы входила в состав Замойского воеводства.

## Население
Демографическая структура по состоянию на 31 марта 2011 года:
|         | Всего | До трудоспособного возраста | Трудоспособного возраста | Старше трудоспособного возраста |
| ------- | ----- | --------------------------- | ------------------------ | ------------------------------- |
| Мужчины | 223   | 32                          | 163                      | 28                              |
| Женщины | 235   | 53                          | 124                      | 58                              |
| Всего   | 458   | 85                          | 287                      | 86                              |